# Murla
Murla és una població del País Valencià, a la comarca de la Marina Alta, subcomarca de la vall de Pop.

## Geografia
Dins de la comarca de la Marina Alta, Murla està situat a la subcomarca del vall de Pop, al sector oriental de la serra de la Solana. El territori és muntanyós amb altures notables com ara el Seguili, el Castellet i els contraforts del Penyal de Laguar. Altres accidents geogràfics destacables són barranc de Cotes i la conca del riu Xaló-Gorgos. Al seu terme municipal, d'escassos 5,8 km², és habitual la pràctica del senderisme i el cicloturisme.
Murla està situada a 23 km de Dénia, a la carretera CV-719. A 87 km d'Alacant, a 48 km de Benidorm i a 106 km de València. S'accedix a la localitat, des d'Alacant, per la carretera N-332, per Benissa per la CV-750.

### Localitats limítrofes
Limita amb els termes municipals d'Alcalalí, Benigembla, Orba, Parcent i la Vall de Laguar.

## Història
D'origen musulmà, quan la conquesta cristiana pertanyia a Al-Azraq qui va pactar el vassallatge amb Jaume I i va conservar el senyoriu. En 1262 es va crear el municipi de Murla i el seu primer senyor fou l'Infant Pere, amb la qual cosa el lloc continuà pertanyent al Patrimoni Reial.
El 4 de febrer de 1272, Jaume I concedia l'alqueria de Murla a Bernat de Molins "... quedant excepte per Carròs el violari que té en aquesta alqueria". El 18 d'octubre de 1279, Pere el Gran atorgava permís a Bernat de Molins per poblar-la amb 30 famílies musulmanes. Després de Bernat de Molins, Murla passaria mitjançant venda a Berenguer de Mercer. En 1296 Jaume II va donar el castell de Pop al seu privat Ramon de Vilanova, de qui va passar al seu fill Vidal de Vilanova, un dels descendents, del mateix nom, va adquirir l'alqueria de Murla a la família Mercer. Després d'haver pertangut per un temps al comte de Cardona, en temps de Pere el Cerimoniós va quedar novament incorporada al patrimoni real.
En 1323 Murla passava a mans de Pere de Ribagorça. Al llarg de la seua història, Murla va ser objecte de nombrosos processos de compravenda, en què, a més dels Vilanova -que van romandre lligats a la vila durant més d'un segle-, van participar els Martorell i els Castellví.
El rei Joan II, després de passar per diversos senyorius, va vendre la baronia, el 1460, a Francesc Gilabert de Centelles, comte d'Oliva, posteriorment passà al ducat de Gandia, als comtes-ducs de Benavente i als ducs d'Osuna. Fins a l'expulsió dels moriscos mantenia una població mixta que es repartia gairebé a meitats (75 focs cristians per 66 moriscos). Després del decret d'expulsió els moriscos s'uniren a la revolta de la Vall de Laguar i foren durament represaliats.
L'1 de juny de 1990 el campanar de l'església va caure i va causar la mort a dues veïnes i desperfectes en els edificis propers.

## Demografia
El padró municipal de 2006 ascendeix a 562 habitants, de gentilici, murlers.
| 696 | 626 | 644 | 701 | 745 | 566 | 495 | 455 | 357 | 333 | 333 | 515 | 562 | 509 |

## Economia
La seua economia es basa principalment en l'agricultura. En l'actualitat ametllers i tarongers són la base dels cultius en desaparèixer pràcticament el raïm varietat moscatell, en altres temps majoritària.

## Política
Arran de les eleccions de 2003 l'alcaldia fou per al PP amb 5 regidors per 2 del PSPV, resultat que s'ha vingut repetint en 2007, 2011, 2015 i 2019.

### Alcaldia
Des de 2015 l'alcalde de Murla és Juan Fernando Giner Riera del Partit Popular (PP).
| Període                       | Alcalde o alcaldessa      | Partit polític | Data de possessió | Observacions |
| ----------------------------- | ------------------------- | -------------- | ----------------- | ------------ |
| 1979–1983                     | Antonio Reig Guerri       | UCD            | 19/04/1979        | --           |
| 1983–1987                     | Antonio Reig Guerri       | AP-PDP-UL-UV   | 28/05/1983        | --           |
| 1987–1991                     | José Andrés Sala Blanco   | AP             | 30/06/1987        | --           |
| 1991–1995                     | Juan Bautista Giner Mulet | PSPV-PSOE      | 15/06/1991        | --           |
| 1995–1999                     | Juan Bautista Giner Mulet | PSPV-PSOE      | 17/06/1995        | --           |
| 1999–2003                     | Josefa Roca Llácer        | PP             | 03/07/1999        | --           |
| 2003–2007                     | Josefa Roca Llácer        | PP             | 14/06/2003        | --           |
| 2007–2011                     | Josefa Roca Llácer        | PP             | 16/06/2007        | --           |
| 2011–2015                     | Josefa Roca Llácer        | PP             | 11/06/2011        | --           |
| 2015–2019                     | Juan Fernando Giner Riera | PP             | 13/06/2015        | --           |
| 2019-2023                     | Juan Fernando Giner Riera | PP             | 15/06/2019        | --           |
| Des de 2023                   | n/d                       | n/d            | 17/06/2023        | --           |
| Fonts: Generalitat Valenciana |                           |                |                   |              |

## Edificis d'interès

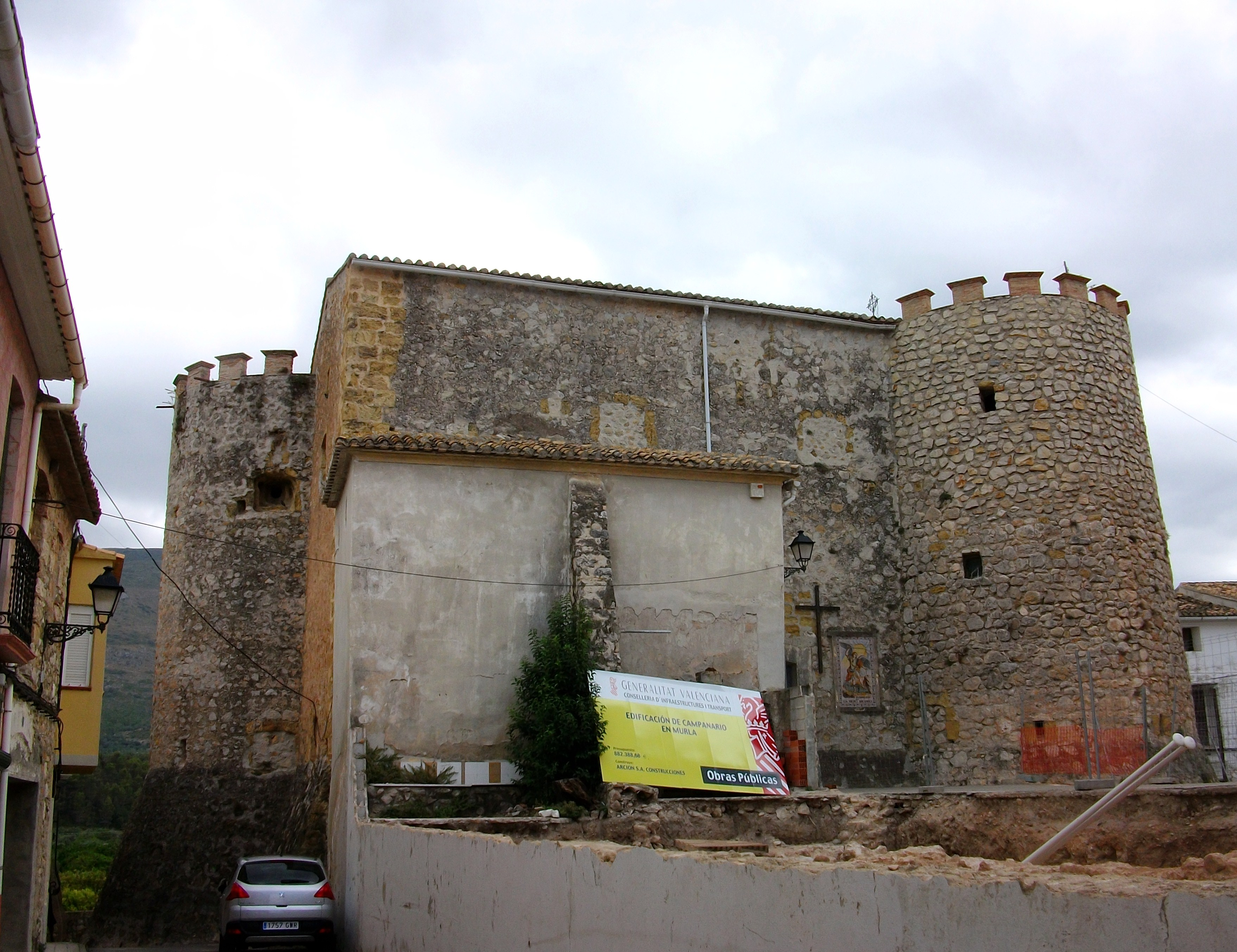
Església-fortalesa

El poble, típicament mediterrani amb façanes modernistes i carrers blancs, conserva una interessant església-fortalesa que es conserva en un estat impecable, tot i el percaç descrit abans de la caiguda del campanar que en el segle xviii es va aixecar sobre una de les torres de la fortalesa.

## Festes
- Festes Patronals. La Festa Major se celebra en honor de la Divina Aurora, el Salvador i la Mare de Déu dels Desemparats durant la primera setmana del mes d'agost.

Al gener se celebra el romiatge a l'Ermita de Sant Sebastià.

## Gastronomia
Els menjars preferits pels murlers són l'arròs amb bajoquetes i naps, l'arròs al forn i les coques d'herba.

## Esports
Murla és reconeguda arreu per ser bressol de grans pilotaris, especialment de llargues, nogensmenys cada any, en festes, s'hi celebra un torneig de jugadors locals contra professionals.
A més a més, Murla sempre tindrà un lloc especial en la Història de la pilota valenciana mercés al malnom de José Vicente Riera Calatayud, el Nel de Murla, pilotari mític i inventor de l'escala i corda.

## Personatges il·lustres
- Sebastià Giner Muñoz, ¨Sebastià¨, pilotari.
- Antonio Reig Guerri, Tonico, pilotari.
- John Giner Muñoz, ¨Jan¨, pilotari
- José Vicente Riera Calatayud, El Nel de Murla, pilotari.
- Eduardo Sirera Blanco, Edi, pilotari.